# Videoconsolas de quinta generación
La era de la quinta generación (también conocida como la era de los 32 bits, la era de los 64 bits o la era de las 3D) se refiere a ordenadores y videojuegos, consolas de videojuegos y consolas de videojuegos portátiles que datan aproximadamente del 4 de octubre de 1993 al 23 de marzo de 2006. La quinta generación de consolas de videojuegos comenzó cuando Panasonic lanzó la 3DO Interactive Multiplayer el 4 de octubre de 1993, en el mercado estadounidense. Después, la quinta generación de videoconsolas terminó cuando la última consola de la generación, la Sony PlayStation, dejó de fabricarse el 23 de marzo de 2006. En cuanto a las consolas domésticas, la consola más vendida fue la Sony PlayStation, seguida de la Nintendo 64, y a su vez ésta de la Sega Saturn. La PlayStation también tuvo una versión rediseñada, la PSone, que se lanzó el 7 de julio de 2000.
Algunas características que distinguieron a las consolas de quinta generación de las anteriores consolas de cuarta generación incluyen:
- Gráficos poligonales 3D con mapeado de texturas
- Capacidades gráficas 3D - iluminación, sombreado Gouraud, suavizado y filtrado de texturas
- Almacenamiento de juegos en Disco óptico (CD-ROM), que permite un espacio de almacenamiento mucho mayor (hasta 650 MB) que los cartuchos ROM.
- Grabaciones de audio de calidad CD (música y voz) - Audio PCM con 16-bit de profundidad y 44.1 kHz de frecuencia de muestreo
- Amplia adopción de video de movimiento completo, visualización de prerenderizado animación por ordenador o imagen real
- Joystick analógico
- Resolución de pantalla de 480i/480p a 576i
- Profundidad de color hasta 16.777.216 colores (Color verdadero de 24 bits)

Esta época es conocida por su papel fundamental en el salto de la industria del videojuego de los 2D a los gráficos 3D, así como por el cambio de los juegos de consola doméstica, que pasaron de almacenarse en cartuchos ROM a discos ópticos.  Esta fue también la primera generación en contar con conectividad a internet: algunos sistemas tenían hardware adicional que proporcionaba conectividad a un dispositivo existente, como el Sega Net Link para la Sega Saturn. El Apple Pippin, un fracaso comercial, fue el primer sistema que incorporó funciones de Internet.
En cuanto a las portátiles, esta época se caracterizó por una importante fragmentación, ya que la primera portátil de la generación, la Sega Nomad, tuvo una vida útil de sólo dos años, y la Nintendo Virtual Boy duró menos de uno. Ambas se dejaron de fabricar antes de que debutaran las demás consolas portátiles. La Neo Geo Pocket salió a la venta el 28 de octubre de 1998, pero fue abandonada por SNK en favor de la Neo Geo Pocket Color, totalmente retrocompatible, apenas un año después. La Game Boy Color de Nintendo (1998) fue la portátil de mayor éxito, con un amplio margen. También hubo dos actualizaciones menores de la Game Boy original: la Game Boy Light (lanzada sólo en Japón) y la Game Boy Pocket.
Hubo un considerable solapamiento temporal entre esta generación y la siguiente, la sexta generación de consolas, que comenzó con el lanzamiento de la Dreamcast en Japón el 27 de noviembre de 1998. La quinta generación finalizó con la retirada de la PlayStation (concretamente de su versión rediseñada, la "PSOne") el 23 de marzo de 2006, un año después del lanzamiento de la séptima generación.

## Historia

### Transición a las 3D
La era de los 32 bits/64 bits es conocida sobre todo por el auge de los juegos completamente 3D. Aunque había juegos anteriores que habían utilizado entornos poligonales tridimensionales, como Virtua Racing y Virtua Fighter en arcades y Star Fox en la Super NES, fue en esta época cuando muchos diseñadores de juegos empezaron a trasladar géneros tradicionalmente 2D y pseudo-3D a las 3D en las videoconsolas. Los primeros esfuerzos de los entonces líderes de la industria Sega y Nintendo vieron la introducción de la 32X y la Super FX, que proporcionaron capacidades 3D rudimentarias a la 16-bit Super NES. Genesis y Super NES. A partir de 1996, los videojuegos en 3D empezaron a despegar con lanzamientos como Virtua Fighter 2 en la Saturn, Tomb Raider en la PlayStation y Saturn, Tekken 2 y Crash Bandicoot para PlayStation, y Super Mario 64 para Nintendo 64. Sus entornos tridimensionales se comercializaron ampliamente y desviaron la atención de la industria de los títulos de desplazamiento lateral y estilo raíl, además de abrir las puertas a juegos y géneros más complejos. Las 3D se convirtieron en el principal foco de atención en esta época, así como un lento declive de los cartuchos en favor de los CDs, debido a la capacidad de producir juegos de forma menos costosa y a la gran capacidad de almacenamiento de los soportes.

### CD vs cartucho
Después de permitir que Sony desarrollara un CD basado en prototipo de consola para ellos y de una asociación similar fallida con Philips, Nintendo decidió hacer de la Nintendo 64 una consola basada en cartuchos como sus predecesoras. Públicamente, Nintendo defendió esta decisión alegando que daría a los juegos tiempos de carga más cortos que un disco compacto (y disminuiría la piratería debido a un determinado chip en el cartucho ROM). Sin embargo, también tuvo el dudoso beneficio de permitir a Nintendo cobrar tarifas de licencia más altas, ya que la producción de cartuchos era considerablemente más cara que la de CD. Muchos desarrolladores de terceros, como EA Sports, lo consideraron un intento solapado de recaudar más dinero para Nintendo y muchos de ellos se volvieron más reacios a lanzar juegos para N64.[cita requerida]
La decisión de Nintendo de utilizar un sistema basado en cartuchos provocó una guerra a pequeña escala entre los jugadores sobre cuál era mejor. Las principales ventajas del formato CD-ROM eran (1) una mayor capacidad de almacenamiento, que permitía una cantidad mucho mayor de contenido de juego; (2) costes de fabricación considerablemente más bajos, lo que las hace mucho menos arriesgadas para los editores de juegos; (3) precios de venta al público más bajos debido a la menor necesidad de compensar los costes de fabricación; y (4) tiempos de producción más cortos, que redujeron en gran medida la necesidad de los editores de predecir la demanda de un juego. Sus desventajas frente a los cartuchos eran (1) unos tiempos de carga considerables; (2) su incapacidad para cargar datos "sobre la marcha", lo que les hacía depender de la RAM de la consola; y (3) los mayores costes de fabricación de las unidades de CD-ROM en comparación con las ranuras para cartuchos, lo que se traduce en precios de venta al público generalmente más elevados para las consolas basadas en CD. Un anuncio de Nintendo Power colocaba un Transbordador espacial (que representaba los cartuchos) junto a un caracol (que representaba un CD), como analogía de sus respectivas velocidades, afirmando que "el futuro no pertenece a los caracoles".
Casi todas las demás consolas contemporáneas utilizaban la nueva tecnología de CD-ROM (la Nintendo 64 fue la última gran videoconsola doméstica que utilizó cartuchos, hasta la Nintendo Switch de 2017). Como consecuencia de las ventajas de almacenamiento y coste del formato CD-ROM, muchos desarrolladores de juegos pasaron de apoyar a Nintendo 64 a hacerlo con PlayStation. Una de las franquicias de juegos más influyentes que cambiaron de consola durante esta época fue la serie Final Fantasy, empezando por Final Fantasy VII, que se estaba desarrollando originalmente para la N64 pero que, debido a problemas de capacidad de almacenamiento, se cambió y se lanzó en la PlayStation; todos los juegos anteriores de Final Fantasy se habían publicado en consolas de Nintendo - la NES o la Super NES, con las únicas otras entradas en la Wonderswan, u ordenadores como el MSX.

### Descripción general de las consolas de quinta generación
La quinta generación se caracterizó por un mercado muy fragmentado. Esta generación contaba con más consolas competidoras que ninguna otra desde la crisis de los videojuegos de 1983, lo que llevó a las revistas de videojuegos de la época a predecir con frecuencia una segunda crisis.

#### Consolas principales
La 3DO Interactive Multiplayer fue una de las primeras consolas de quinta generación y salió a la venta en octubre de 1993. A pesar de contar con el apoyo masivo de terceros y una expectación sin precedentes para una consola que entraba por primera vez en la industria, tuvo dificultades iniciales debido a los retrasos en el desarrollo de software y a su elevado precio. En su lanzamiento inicial, la 3DO tenía un precio de venta al público de 700 dólares y sólo había un juego listo para salir al mercado. La 3DO se dejaría de fabricar sólo tres años después. Aunque en general se considera un sistema fallido, la 3DO fue la cuarta consola más vendida de esta generación, con unas ventas de 2 millones de unidades.
La Sega Saturn fue la entrada de Sega en el mercado de las consolas independientes de 32 bits. Salió a la venta en Japón simultáneamente con la 32X en noviembre de 1994, aunque no se lanzaría en Norteamérica hasta seis meses más tarde. Se convirtió en la consola de mayor éxito de Sega en Japón. En América y Europa, sin embargo, un lanzamiento desastroso y un MSRP de $399 en comparación con los $299 de la PlayStation provocaron que fuera un fracaso comercial, vendiendo muchas menos unidades que la Master System y la Mega Drive/Genesis antes que ella.
La PlayStation, lanzada a principios de diciembre de 1994, fue la consola más exitosa de esta generación. Gracias a la atención prestada por los desarrolladores de terceros y a una campaña de marketing más madura dirigida al grupo de edad de 20 a 30 años, que le permitió alcanzar el dominio del mercado, se convirtió en la primera consola doméstica en vender 100 millones de unidades en todo el mundo.[cita requerida]
La Nintendo 64, anunciada originalmente como "Ultra 64", salió a la venta en 1996. Los retrasos de la consola y el uso del costoso formato de cartucho la convirtieron en una plataforma poco popular entre los desarrolladores third-party.[cita requerida] Varios títulos 1st party populares permitieron a la Nintendo 64 mantener fuertes ventas en los Estados Unidos, pero se mantuvo en un distante segundo lugar detrás de la PlayStation.[cita requerida]

#### Otras consolas
La FM Towns Marty se considera la primera consola de 32 bits del mundo, aunque sólo tiene un bus de datos de 16 bits (anterior a la Amiga CD32 y la 3DO, ambas de 32 bits), y fue lanzada el 20 de febrero de 1993 por la compañía electrónica japonesa Fujitsu. Nunca salió a la venta fuera de Japón, y se comercializó en gran medida como una versión para consola del ordenador doméstico FM Towns, siendo compatible con juegos desarrollados para el FM Towns. No logró hacerse un hueco en el mercado debido a su coste relativo y a su incapacidad para competir con los ordenadores domésticos.
El Amiga CD32 salió a la venta en septiembre de 1993 y se vendió en Europa, Australia, Canadá y Brasil. Nunca salió a la venta en Estados Unidos debido a la quiebra de Commodore y a las restricciones de importación impuestas por los tribunales. A pesar de las prometedoras ventas iniciales, la consola se vio perjudicada por la mala calidad del software, ya que muchos títulos eran simples reediciones de juegos antiguos. La producción del Amiga CD32 se interrumpió tras solo ocho meses.
El Atari Jaguar salió al mercado en noviembre de 1993 y se comercializó como el primer sistema de 64 bits del mundo. Sin embargo, las ventas en el momento de su lanzamiento fueron muy inferiores a las de las consolas de cuarta generación, y una pequeña biblioteca de juegos basada en la escasez de apoyo de terceros hizo imposible que la Jaguar se pusiera al día, vendiendo menos de 250.000 unidades. La naturaleza de 64 bits del sistema fue también cuestionada por muchos. Su único complemento, el Jaguar CD, fue lanzado en 1995 y se produjo en cantidades limitadas debido a la baja base de instalación del sistema.[cita requerida] El Atari Panther de 32 bits, cuyo lanzamiento estaba previsto para 1991, se canceló debido a un progreso inesperadamente rápido en el desarrollo del Jaguar.
La Sega 32X, una consola adicional producida por Sega para la Genesis, se lanzó en noviembre de 1994. La Sega Neptune, una versión independiente de la 32X, fue anunciada pero finalmente cancelada. Sega no consiguió ofrecer un flujo constante de juegos para la plataforma 32X. Con los clientes anticipando la PlayStation en el horizonte, y con la más avanzada técnicamente Saturn de Sega ya compitiendo en el mercado en Japón, las ventas de la 32X fueron pobres.
NEC, creadora de la TurboGrafx-16 de la generación anterior, entró en el mercado con la PC-FX a finales de diciembre de 1994. El sistema tenía un procesador de 32 bits, sonido estéreo de 16 bits y capacidad de vídeo. A pesar de sus impresionantes especificaciones, no contaba con un procesador poligonal y se comercializó como una consola de juegos 2D y video de movimiento completo. La biblioteca de juegos de la PC-FX fue criticada por su baja calidad y por tener títulos que se basaban más en la animación que en la jugabilidad. Debido a las bajas ventas que se esperaban, nunca salió a la venta fuera de Japón.
Debido a los numerosos retrasos en el lanzamiento de la próxima Nintendo 64, en 1995 Nintendo lanzó la Virtual Boy, una supuesta consola portátil capaz de mostrar gráficos en 3D real, aunque en rojo y negro monocromáticos. A pesar de comercializarse como un sistema portátil, en realidad no lo es en la práctica debido a la falta de correa para la cabeza. Además, debido a la naturaleza de su pantalla, el sistema supuestamente causaba dolores de cabeza y fatiga visual. Se dejó de fabricar al cabo de un año, con menos de 25 juegos lanzados para ella. Aunque vendió más de 750.000 unidades, Nintendo consideró que fue un fracaso en comparación con consolas como la Super Nintendo, que vendió más de 20 millones.

### Después de la quinta generación
A finales de la temporada de compras navideñas de 1995, la quinta generación se había reducido a una lucha entre la Sony PlayStation, la Sega Saturn, la 3DO Interactive Multiplayer y la próxima Nintendo 64. La FM Towns Marty y la Amiga CD32 ya habían sido descatalogadas; la Jaguar y la Genesis 32X seguían en el mercado, pero los analistas del sector las consideraban una causa perdida; la Neo Geo CD había demostrado que sólo atraía a un nicho de mercado; y los analistas del sector ya habían determinado que la Apple Pippin, aún por lanzar, era demasiado cara para causar impacto en el mercado. Además, incluso las principales consolas de quinta generación seguían registrando unas ventas flojas. Las ventas combinadas de PlayStation, Saturn y 3DO apenas superaron el millón de unidades en la temporada de compras navideñas, en comparación con las ventas combinadas de 4 millones de Sega Genesis y Super NES. Focus groups mostraron que la mayoría de los niños menores de 12 años eran igual de felices jugando con consolas de cuarta generación que con consolas de quinta generación, lo que hizo que las consolas de cuarta generación fueran más atractivas para los adultos que compraban regalos para niños, ya que eran más baratas. Los analistas del sector empezaron a plantear la posibilidad de que la quinta generación de consolas nunca superara en ventas a la cuarta generación, y se vieran desbancadas por una nueva generación de consolas reproductoras de DVD antes de que pudieran lograr una aceptación masiva.
En 1996, la suerte de las consolas de quinta generación cambió por fin. Las ventas de Saturn, PlayStation y Nintendo 64 aumentaron drásticamente con respecto al año anterior y alcanzaron el 40% del mercado minorista de hardware y software, lo que las situó en posición de superar a las consolas de cuarta generación en 1997.
La Sega Saturn adoleció de un marketing deficiente y de un apoyo de terceros comparativamente limitado fuera de Japón. La decisión de Sega de utilizar procesadores duales fue criticada con rotundidad, ya que esto dificultaba el desarrollo eficiente para la consola. Sega también se vio perjudicada por el sorpresivo lanzamiento de su consola Saturn cuatro meses antes de lo previsto en Estados Unidos; los desarrolladores de terceros, que habían estado planeando el lanzamiento originalmente previsto, no pudieron proporcionar muchos títulos de lanzamiento y se enfadaron por la medida. Los minoristas no estaban preparados, lo que provocó problemas de distribución; algunos, como la desaparecida KB Toys, estaban tan furiosos que se negaron a vender la Saturn.
Debido a numerosos retrasos, la Nintendo 64 salió al mercado un año más tarde que sus competidoras. Cuando finalmente se lanzó en 1996, Sony ya había establecido su dominio, la Saturn empezaba a pasar apuros y la 3DO y la Jaguar se habían dejado de fabricar.[cita requerida] El uso de cartuchos en lugar de discos compactos distanció a algunos desarrolladores y editores debido a las limitaciones de espacio, el coste relativamente alto y un tiempo de producción considerablemente más largo.[cita requerida] Además, es posible que el elevado precio de venta al público de la consola ahuyentara a los clientes potenciales y que algunos de los primeros usuarios que pagaron el precio inicial se sintieran molestos por la decisión de Nintendo de rebajar el precio de la consola en 50 dólares seis meses después de su lanzamiento. Sin embargo, la Nintendo 64 resultó ser un éxito comercial, sobre todo en Estados Unidos, donde vendió 20,63 millones de unidades, casi dos tercios de sus ventas mundiales, que ascendieron a 32,93 millones de unidades. También desarrolló juegos de gran éxito como Star Fox 64, Mario Kart 64, The Legend of Zelda: Ocarina of Time, The Legend of Zelda: Majora's Mask, Super Mario 64, GoldenEye 007, Banjo-Kazooie, y Super Smash Bros.  Aunque Nintendo 64 vendió muchas más unidades que Sega Saturn, Atari Jaguar y 3DO juntas, no supuso ningún reto para la PlayStation en el mercado.
En 1997, entre el 40% y el 60% de los hogares estadounidenses jugaban con consolas de videojuegos. Entre el 30% y el 40% de estos hogares poseía una consola, mientras que entre el 10% y el 20% adicional alquilaba o compartía una consola.

### Cambios en la industria
Tras el fin de la guerra de las consolas de quinta generación, varias empresas vieron cómo sus perspectivas cambiaban drásticamente.

#### Atari
Atari Corporation, que no fue capaz de recuperar sus pérdidas, acabó uniéndose con en JTS Corporation en 1996. Esto provocó que el nombre de Atari prácticamente desapareciera del mercado de los videojuegos hasta 1998, cuando Hasbro Interactive compró los activos de Atari a JTS por 5 millones de dólares.
El 14 de mayo de 1999, Hasbro Interactive anunció que todos los derechos de Atari Jaguar pasaban a ser de dominio público, declarando así la plataforma abierta; esto permitió a cualquiera crear y publicar libremente juegos para la Jaguar sin el respaldo o la licencia de Hasbro Interactive. Desde entonces, desarrolladores de homebrew comenzaron a publicar juegos para Jaguar sin terminar, así como varios títulos totalmente nuevos para satisfacer a los seguidores de culto del sistema.

#### Sega
La pérdida de confianza de los consumidores de Sega (unida a sus anteriores fracasos con las consolas), junto con sus dificultades financieras, prepararon a la compañía para un destino similar en la siguiente ronda de guerras de consolas.

## De sobremesa

### Comparación
| Name                                                                     | 3DO Interactive Multiplayer | Atari Jaguar | Sega Saturn | PlayStation | Nintendo 64 |
| ------------------------------------------------------------------------ | --- | --- | --- | --- | --- |
| Fabricante                                                               | The 3DO Company | Atari | Sega | Sony (SCE) | Nintendo |
| logotipo                                                                 | | | | | |
| Imágenes                                                                 | | | | | |
| Arriba: Panasonic FZ-1 R·E·A·L Centro: GoldStar GDO-101M Centro: 3DO-TRY | Arriba: Atari Jaguar y mando Abajo: Atari Jaguar CD | Arriba: Saturn Modelo 1 norteamericano y mando Abajo: Saturn Modelo 1 japonés y actualizado controller | Arriba: PlayStation original con mando y tarjeta de memoria Abajo:' Revisada PSOne con mando DualShock y tarjeta de memoria | Arriba: Nintendo 64 Abajo: Nintendo 64DD | |
| Nombre de pruducto                                                       | - Panasonic FZ-1 - Goldstar GDO-101M - Panasonic FZ-10 | | Model 1 - MK-80000, HST-3200/HST-3210 (1994-1996) - VA0-3 (1994-1996) Model 2 - MK-80000A/80001, HST-3220 (1996-1998) - VA4-7 (1996) - VA8 (1996) - VA10-11 (1997/98?) - VA12-14 (1997/98?) | Playstation 1 - SCPH-100x (1995-1997) - SCPH-550x (1997-1998) - SCPH-5903 (1995-1996?) - SCPH-700x/750x (1998-1999) - SCPH-900x (1999-2000) Net Yaroze - 6DTL-H300x (1997-2000?) PS one - SCPH-10x (2000-2004?) | - NUS-CPU-02 (1996-1997) - NUS-CPU-05(1997-1998) - NUS-CPU-08(1999-2001) - NUS-CPU-P-01 - NUS-CPU-P-03 - NUS-CPU-R-01 |
| control(es)                                                              | | | | | |
| GoldStar 3DO controller                                                  | Arriba: Atari Jaguar Controller Abajo: Atari Jaguar Pro Controller | Arriba: Sega-Saturn Controller Mk-II Centro: Sega-Saturn 3D Controller Abajo: Sega-Saturn Controller Mk-I | Arriba: PlayStation Original Controller Centro: PS1 Dual Analog Abajo: PSone DualShock | N64 Controller | |
| Fecha de lanzamiento                                                     | - JP 20 de marzo de 1994 - KR 3 de diciembre de 1994 - NA 4 de octubre de 1993, - EU 11 de junio de 1994 | - JP 8 de diciembre de 1994 - NA 23 de noviembre de 1993 - EU 27 de junio de 1994 | - JP 22 de noviembre de 1994 - NA 11 de mayo de 1995 - EU 8 de julio de 1995 | - JP 3 de diciembre de 1994 - NA 9 de septiembre de 1995 - EU 29 de septiembre de 1995 - AUS 15 de noviembre de 1995 | - JP 23 de junio de 1996 - NA 29 de septiembre de 1996 - EU 1 de marzo de 1997 - AUS 1 de marzo de 1997 |
| US$                                                                      | US$699.99 (equivalente a $1.480 en 2023) | US$249.99 (equivalente a $530 en 2023) | US$399.99 (equivalente a $800 en 2023) | US$299.99 (equivalente a $600 en 2023) | US$199.99 (equivalente a $400 en 2023) |
| GBP                                                                      | | | £399.99 (equivalente a £970 en 2023) | £299(equivalente a £730 en 2023) | |
| A$                                                                       | | | | | |
| JP¥                                                                      | | | ¥44,800 (equivalente a ¥46,530 en 2019) | ¥39,800 (equivalente a ¥41,330 en 2019) | |
| Type                                                                     | CD-ROM | - CD-ROM - Cartucho | - CD-ROM - Cartucho (limitado, solo Japón y Europa) | CD-ROM | - Game Pak cartridge - Disco magnético propietario (via 64DD) |
|                                                                          | | | | | |
| bloqueo regional                                                         | No | Sí | Sí | Sí | Sí |
| Videojuego más vendido                                                   | Gex, sobre 1 millón | Alien vs Predator, más de 50.000 | Virtua Fighter 2, 1.7 millones en Japón | Gran Turismo, 10,85 millones transportados (hasta el 30 de abril de 2008) | Super Mario 64, 11,62 millones (hasta el 21 de mayo de 2003) |
| CPU                                                                      | ARM60 (32 bits RISC) @ 12,5 MHz (8,75 MIPS) | - "Tom" (RISC de 32 bits) @ 26,59 MHz - Jerry" (RISC de 32 bits) a 26,59 MHz - Motorola 68000 (16/32 bits CISC) a 13,3 MHz (2,3275 MIPS) | - 2× Hitachi SH-2 7604 (32-bit RISC) @ 28.63 MHz) - Hitachi SH-1 (RISC de 32 bits) @ 20 MHz (12,5 MIPS) - Motorola 68EC000 (CISC de 16/32 bits) a 11,3 MHz (1,9775 MIPS) - SCU (unidad de control de 32 bits de Saturn) | - LSI LR333x0 (etiquetado como Sony CXD8530CQ en el paquete) (basado en el núcleo MIPS R3051) @ 33. 8688 MHz (30 MIPS) - Coprocesador de control del sistema (dentro de la CPU) | NEC VR4300 (64 bits RISC) @ 93,75 MHz (125 MIPS) - Coprocesador de datos de 32 bits (64DD) |
| GPU                                                                      | - Coprocesador de vídeo acelerado 2× - Coprocesador matemático (dentro de la CPU) | - Chip Tom: GPU, procesador de objetos, blitter - Chip Jerry: DSP | - Sega VDP1 (procesador de visualización de vídeo de 32 bits) a 28,63 MHz (sprites, texturas, polígonos) - Sega VDP2 (procesador de visualización de vídeo de 32 bits) a 28,63 MHz (fondos, desplazamiento) - SCU DSP (dentro de SCU (unidad de control de 32 bits de Saturn) | - GPU de Sony - Unidad matemática vectorial (en la CPU principal) @ 66 MIPS | Reality Co-Processor basado en (64-bit MIPS R4000 based, 128 bits [procesador vectorial\|procesador de registro vectorial]]) a 62,5 MHz |
| Chips de sonido                                                          | DSP personalizado de 20 bits de 13 canales sin nombre integrado en el chip CLIO | Chip "Jerry": DSP, 2× DAC (convierte datos digitales en señal analógica). | - Yamaha YMF292 SCSP - Yamaha FH1 DSP (dentro de Yamaha YMF292 SCSP 24 bits, 128 pasos, 4 paralelo instrucciones) | Sony SPU (unidad de procesamiento de sonido) | Procesador de señales de realidad (DSP) |
| Memoria                                                                  | 3 MB RAM - 2 MB DRAM - 1 MB VRAM | 2 MB FPM DRAM (4× 512 KB chips) | 4,5 MB RAM - 2 MB SDRAM - 1,5 MB de VRAM (512 KB de caché de texturas, 512 KB de buffer de fotogramas, 512 KB de fondos) - 1 MB de DRAM (512 KB de sonido, 512 KB del subsistema de CD-ROM) Caché de CPU) | 3587 KB de RAM - 2 MB de DRAM - 1026 KB de VRAM (1 MB de memoria intermedia, 2 KB de caché de texturas, 64 bytes de memoria intermedia FIFO) - 512 KB de RAM de sonido - 1 KB de SRAM no asociativa Caché de CPU | 4 MB de RDRAM (8 MB con Paquete de expansión) |
| Video                                                                    | - Resolución: 320×240 a 384×288 (progresivo), 320×480 a 768×576 (entrelazado) - Colores: 110.592 (384×288) en pantalla, de 16.777.216 (24 bits) paleta - Polígonos: 20.000/segundo, sombreado plano, sombreado Gouraud - Sprites/textures: Escalado, rotación, mapeo de texturas - Fondo: 1 plano de mapa de bits | - Resolución: 320×220 a 360×220 (progresiva), 320×440 a 720×440 (entrelazada) - Colores: 79.200 (360×220) en pantalla, de una paleta de 16.777.216 (24 bits) - Polígonos: 10.000/segundo, sombreado plano, soporte de sombreado Gouraud - Sprites/texturas: 1.000/frame (blitter objects), escalado, rotación, mapeo de texturas - Fondo: 1 plano de mapa de bits. | - Resolución: 320×224 a 720×240 (progresiva), 320×448 a 720×576 (entrelazada) - Colores: 172.800 (720×240) en pantalla, de una paleta de 16.777.216 (24 bits) - Polígonos: 140.000/seg (texturizados, iluminación, Sombreado Gouraud) a 500.000/seg (sombreado plano) - Sprites/texturas: 16.384/frame (32 bytes cada uno, 512 KB de memoria), escalado, rotación, distorsión, mapeo de texturas - Fondos: 7 (3-6 tilemap planos, 1-4 planos de mapa de bits), parallax scrolling, escalado, rotación | - Resolución: de 256×224 a 640×240 (progresiva), de 256×448 a 640×480 (entrelazada) - Colores: 153.600 (640×240) en pantalla, sobre una paleta de 16.777.216 (24 bits) - Polígonos: 90.000/seg (texturizados, iluminación, sombreado Gouraud) a 360.000/seg (sombreado plano) - Sprites/texturas: 4.000/frame (objetos debitmap), escalado, rotación, mapeo de texturas - Fondo: 1 plano de mapa de bits | - Resolución: 320×240 a 720×288 (progresiva), 320×480 a 720×576 (entrelazada) - Colores: 207.360 (720×288) en pantalla, de una paleta de 16.777.216 (24 bits) - Polígonos: 150.000/seg[cita requerida] (textura, iluminación, sombreado Gouraud) a 600.000/seg[cita requerida] (sombreado plano), antialiasing, Z-buffering - Sprites/texturas: Escalado, rotación, mapeado de texturas, mipmapping, filtrado de texturas, filtrado bilineal, filtrado trilineal - Fondo: 1 plano de mapa de bits. |
| Audio                                                                    | Stereo de audio, con: - Sonido de 16 bits - Soporte opcional de Dolby Surround - Streaming de audio CD-DA (16 bits PCM, 44.1 kHz frecuencia de muestreo) | Audio estéreo, con: - Número de canales dependiente del software - Síntesis (síntesis de tabla de ondas, AM síntesis) - Muestreo PCM de 16 bits | Audio estéreo, con: - 32 canales de sonido en el SCSP - Síntesis FM en los 32 canales SCSP - Audio PCM de 16 bits con una frecuencia de muestreo de 44,1 kHz en los 32 canales del SCSP - 1 canal CD-DA de transmisión (PCM de 16 bits, 44,1 kHz) | Audio estéreo, con: - 24 canales de ADPCM en la SPU - Audio de 16 bits y frecuencia de muestreo de 44,1 kHz en los 24 canales ADPCM - 1 canal CD-DA de transmisión (PCM de 16 bits, 44,1 kHz) - Soporte opcional de Dolby Surround | Audio estéreo, con: - Número variable de canales (hasta 100 si se dedican todos los recursos del sistema al audio) - Capaz de reproducir diferentes tipos de audio (incluyendo PCM, MP3, MIDI y tracker) - Audio de 16 bits y frecuencia de muestreo de 44,1 kHz en todos los canales - Soporte opcional de Dolby Surround |
| Accesorios (al por menor)                                                | - Tarjetas MPEG - Unidad de copia de seguridad FZ-EM256 save memory - Gamegun - Ratón | - Jaguar TeamTap - Jaguar Pro Controller - Cartucho Jaguar MemoryTrack - Interfaz JagLink de Jaguar | - Arcade Stick - Saturn digital gamepad - Controlador 3D - Pistola de luz - Multitap (hasta 12 jugadores) - Teclado - Sega NetLink (en Internet módem y teclado) - Ratón - Unidad de disquete de 3,5" de 1,44 MB - DirectLink (LAN) - Tarjeta de memoria - MPEG tarjetas - RAM cartuchos de expansión | - PlayStation Multitap (hasta 8 jugadores) - Controladores de carrete de pesca (Bass Landing y Reel Fishing) - DualAnalog - DualShock - GunCon - JogCon - Konami Justifier - NeGcon - PocketStation (Japón sólo) - Ratón PlayStation - Analog Joystick - Plataforma de baile - Pantalla LCD (sólo para sistemas PSone) - Tarjeta de memoria - Cable de enlace                                            | - Paquete de mandos - Memoria Pak de expansión - Rumble Pak - Carrete de pesca - Transfer Pak - Nintendo 64DD (Japón sólo) - Micrófono - TiltPak |
| Servicios en línea                                                       | No hay servicio en línea. | Módem de 19,2k de Jaguar Voice/Data Communicator (sin producción en masa) (1995-actualidad). | - NetLink módem de 28,8k en Norteamérica (1996-actualidad) - SegaNet y módem de 14,4k en Japón (1996-2000) | - CD de conexión en línea de Lightspan en EE. UU. (1997) - Cable de conexión para teléfonos móviles i-mode en Japón (2000-presente) | - SharkWire Online no oficial Módem de 14,4k en EE. UU. (1999-2003) - RANDnet en Japón (sólo para 64DD) (1999-2001) |

### Otras consolas
Estas consolas son menos notables, nunca se lanzaron a nivel mundial y/o se vendieron particularmente mal y, por lo tanto, figuran como "Otras".
| nombre                                                        | nombre                      | 32X | Virtual Boy                                                                        | Pippin                                                                             |
| ------------------------------------------------------------- | --------------------------- | --- | ---------------------------------------------------------------------------------- | ---------------------------------------------------------------------------------- |
| fabricante                                                    | fabricante                  | Sega | Nintendo                                                                           | Apple/Bandai                                                                       |
| Imagen                                                        |                             | |                                                                                    |                                                                                    |
|                                                               |                             | |                                                                                    |                                                                                    |
| 32X conectado a un Genesis modelo 2 con Sega CD y controlador | Virtual Boy con controlador | Pippin Atmark japonés con un controlador AppleJack inalámbrico. El modelo lanzado en Estados Unidos se llamó @WORLD y era de color negro. |                                                                                    |                                                                                    |
| año                                                           | año                         | - 21 de noviembre de 1994 EU | - 21 de julio de 1995 NA                                                           | - March, 1996 NA                                                                   |
| precio                                                        | US$                         | US$159,99 (equivalente a $330 en 2023) | US$179,95 (equivalente a $350 en 2023)                                             | US$599 (equivalente a $1160 en 2023)                                               |
| precio                                                        | GBP                         | |                                                                                    |                                                                                    |
| precio                                                        | A$                          | 700 |                                                                                    |                                                                                    |
| precio                                                        | JP¥                         | |                                                                                    |                                                                                    |
| almacenamiento                                                | tipo                        | cartucho ROM CD-ROM (via Sega CD add-on) | cartucho ROM                                                                       | cartucho ROM                                                                       |
| almacenamiento                                                | bloqueo regional            | Parcial | si                                                                                 | si                                                                                 |
| juego más vendido                                             | juego más vendido           | sin datos | Mario's Tennis (US pack-in game)                                                   | sin datos                                                                          |
| GPU                                                           | GPU                         | 32x Specific: - Sega 32x VDP (Sega Custom LSI) @ 23 MHz Megadrive: - Yamaha YM7101 VDP (Video Display Processor) Sega CD Add-on: - Sega ASIC coprocessor | Video Image Processor                                                              | Taos 8/16-bit VGA                                                                  |
| chip de sonido                                                | chip de sonido              | 32x Specific: - Pulse-code modulation Megadrive: - Yamaha YM2612 - Yamaha VDP PSG (SN76496) Sega CD Add-on: - Ricoh RF5c164 | VSU (Virtual Sound Unit) chip                                                      |                                                                                    |
| Memoria                                                       | Memoria                     | 32x Specific: - 256 KB main RAM - 256 KB video RAM Megadrive: - 64 KB main PSRAM - 64 KB video DRAM - 8 KB audio SRAM Sega CD Add-on: - 512 KB RAM - 256 KB VRAM - 64 KB ARAM - 16 KB cache - 8 KB Internal Back-up | - 64 KB work PSRAM - 128 KB graphics DRAM - 128 KB VRAM                            | - 6MB DRAM (22MB maximum) - 128KB nvSRAM (save files)                              |
| Video                                                         | Video                       | 32x Specific: - Resolution: 320×224 - Color palette: 32,768 (15-bit high color), 256–32,768 colors on screen, - Polygons: 40,000 Texture Gouraud Shading polygons/sec, 50,000 texture mapping polygons/sec, 100,000 Gouraud Shading polygons/sec, 160,000 flat shading polygons/sec Megadrive: - Sprites: 80 on screen, 20 per scanline, 8×8 to 32×32 sizes, 16 colors per sprite, integer sprite zoom, sprite flipping - Tilemaps: 2 parallax scrolling planes with line & row scroll effects and tile flipping - Colors on screen: 64 to 75 (standard), 192 (shadow/highlight), 512 (160×224 resolution) - Color palette: 512 (standard), 1536 (shadow/highlight) | - Stereoscopic LED display - Resolution: 384×224                                   | - Resolution: 640x480 - 8-bit and 16-bit color - Brooktree Bt856KPJ                |
| Audio                                                         | Audio                       | Stereo audio with: - 10-bit PWM, surround sound - 6 FM synthesis channels/voices - 3 square wave channels/voices - Sine wave LFO - 1 PCM channel, 8-bit samples, 8 to 22 kHz sampling rate Sega CD Add-on: - 8 PCM channels (16-bit, 32 kHz) - 1 streaming CD-DA channel (16-bit, 44.1 kHz) | Virtual Sound Unit with: - Five wave channels - One noise channel - 32 PCM samples | 16-bit, 44 kHz                                                                     |
| Accesorios                                                    | Accesorios                  | periféricos Megadrive | - Adaptador de CA Virtual Boy - Auriculares estéreo Virtual Boy                    | - Pippin Atmark Floppy Unit - Deltis 230 MO Docking Turbo - Pippin Atmark keyboard |
| online                                                        | online                      | No se realizó ningún servicio en línea. | No se realizó ningún servicio en línea.                                            | No se realizó ningún servicio en línea.                                            |

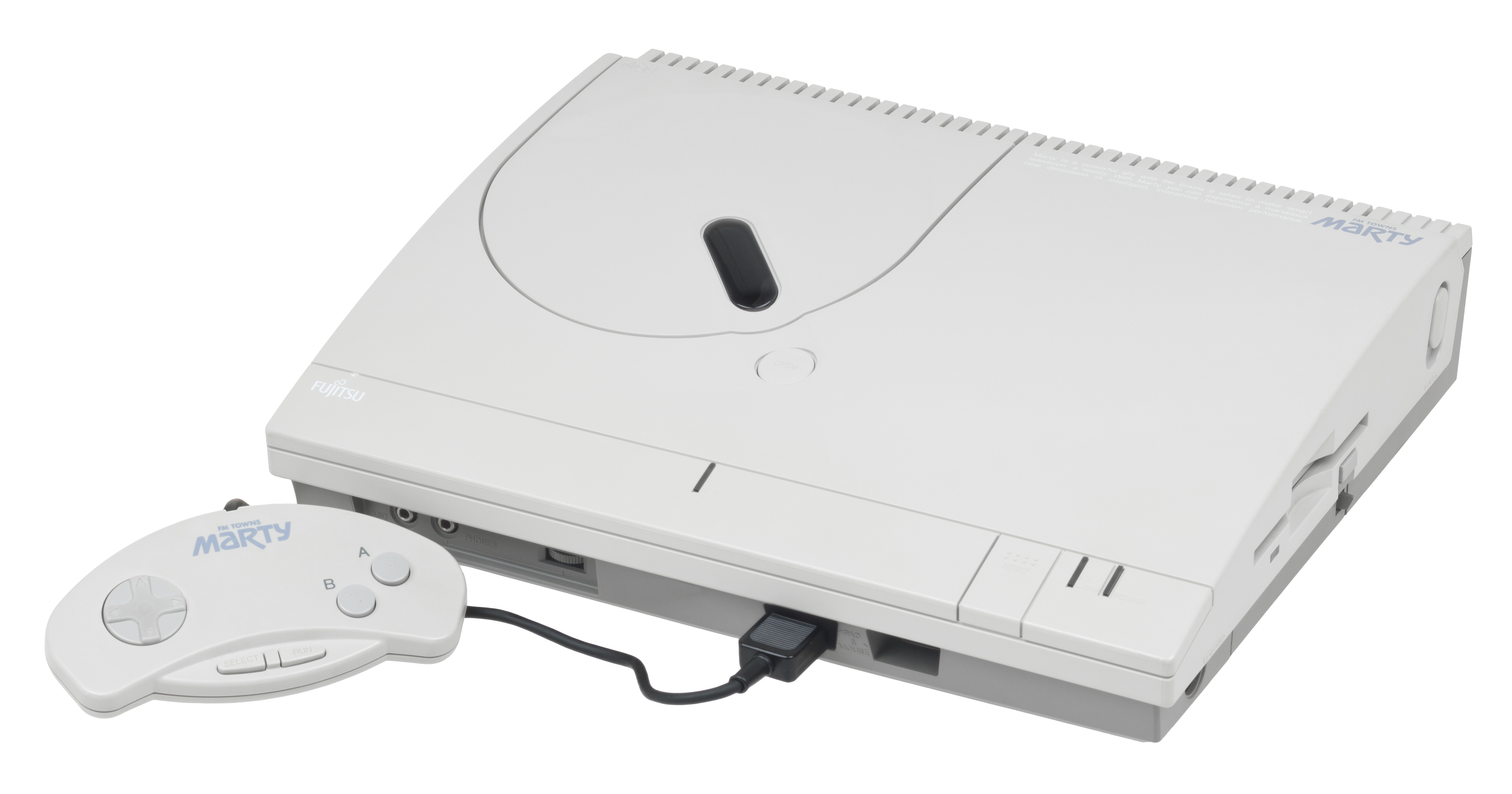
FM Towns Marty, creado por Fujitsu. Lanzado el 20 de febrero de 1993.
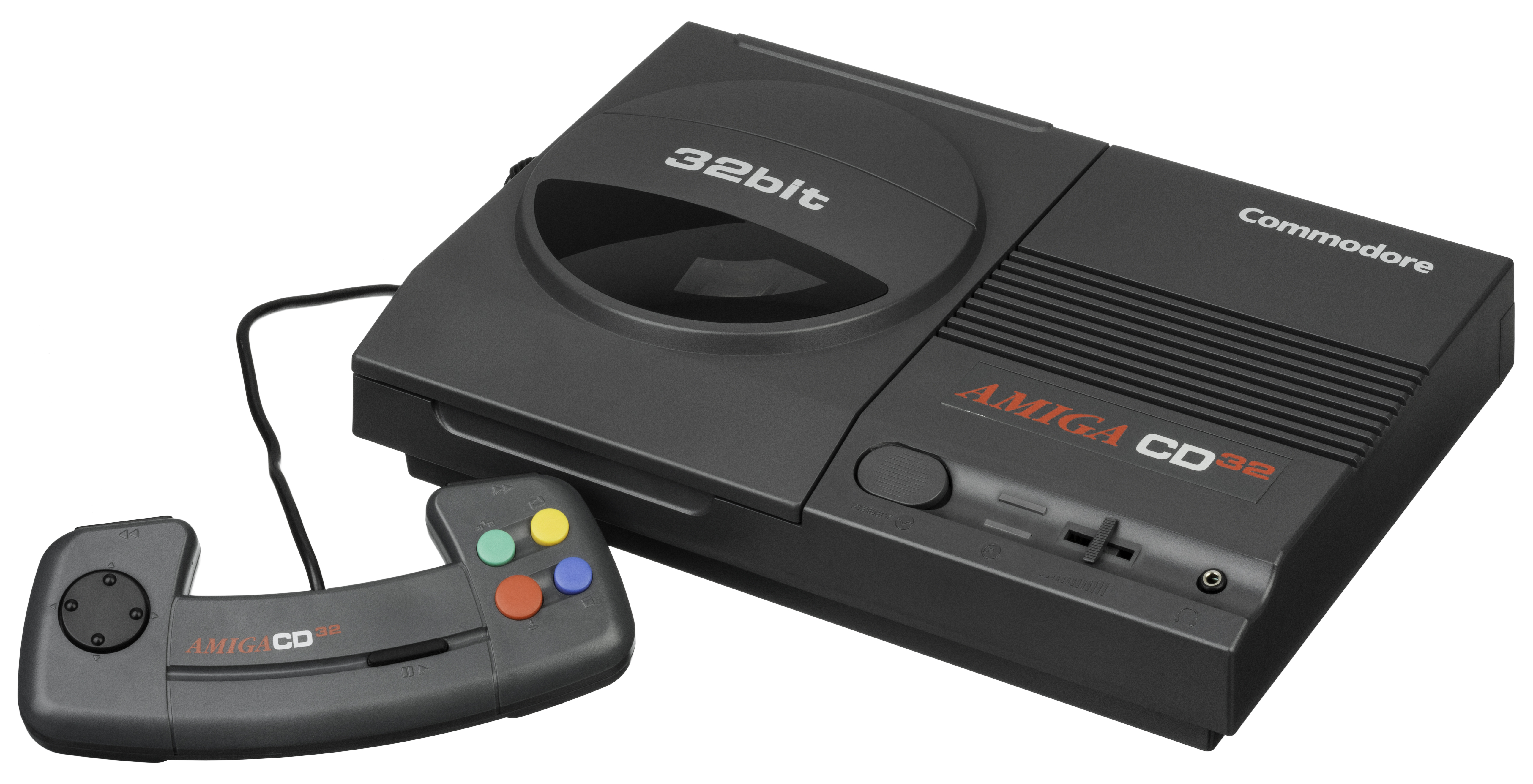
Amiga CD32, creado por Commodore. Lanzado el 17 de septiembre de 1993.
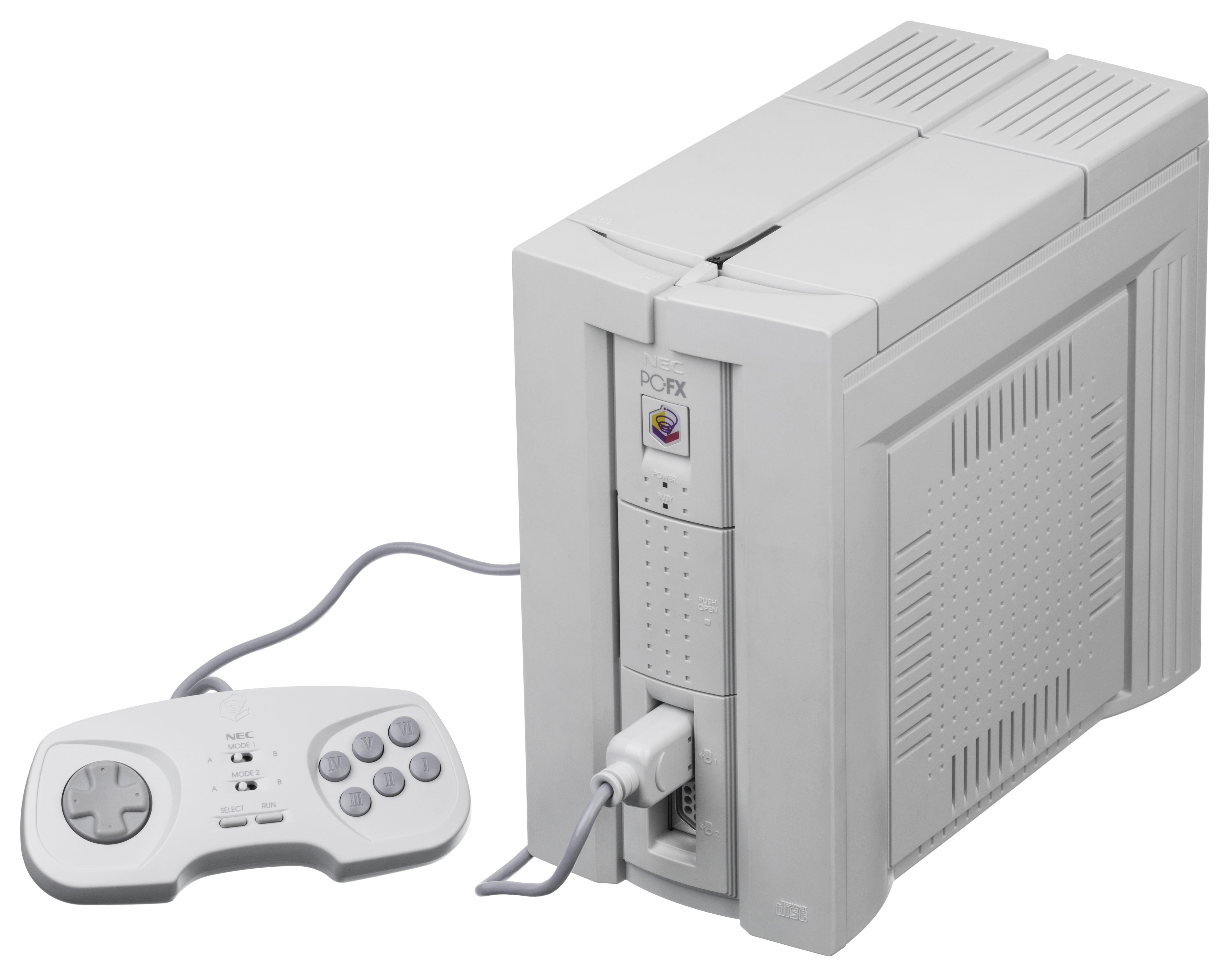
PC-FX, creado por NEC. Lanzado el 23 de diciembre de 1994.
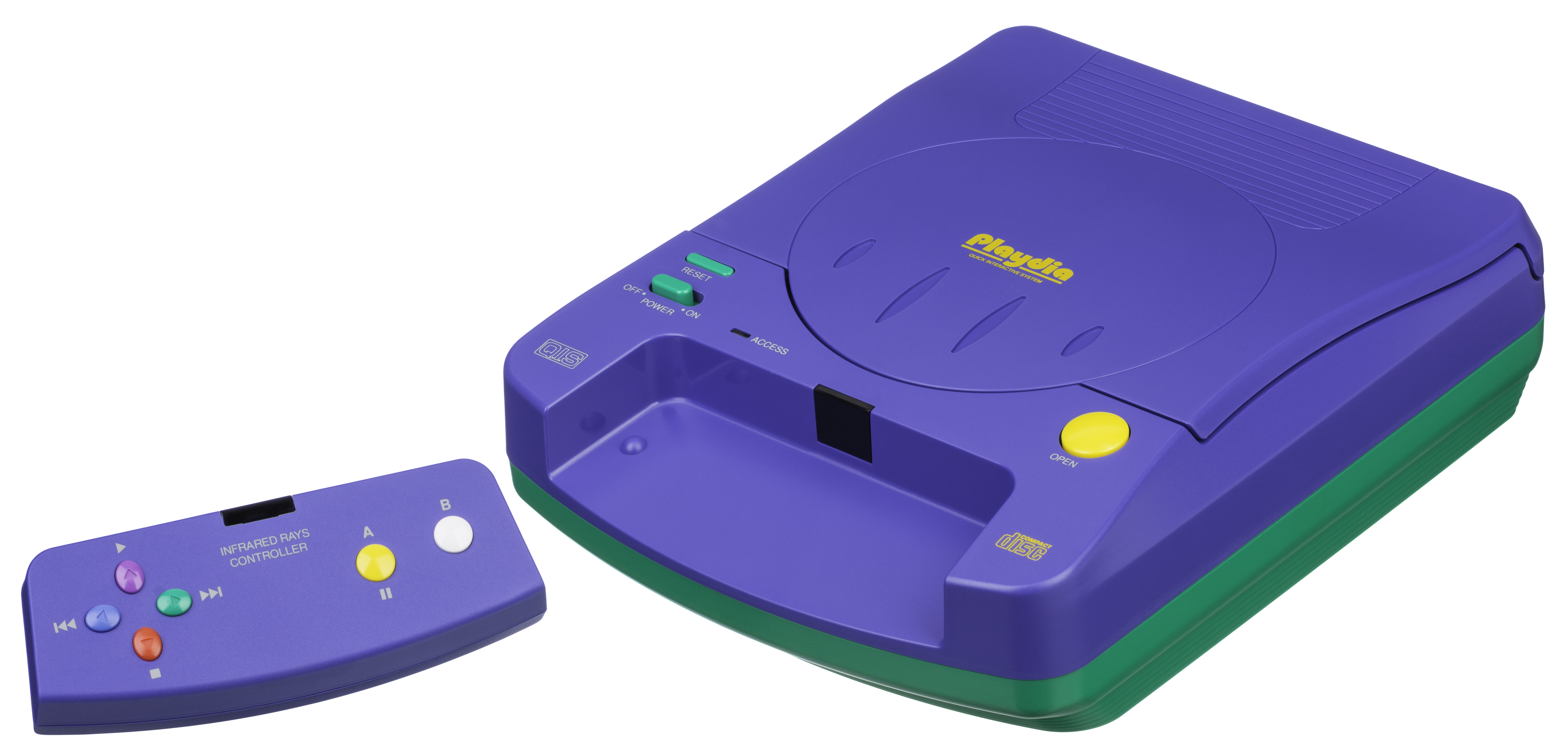
Playdia, creada por Bandai. Una consola consistente en sencillos juegos de elección múltiple. Lanzada en Japón el 23 de septiembre de 1994.
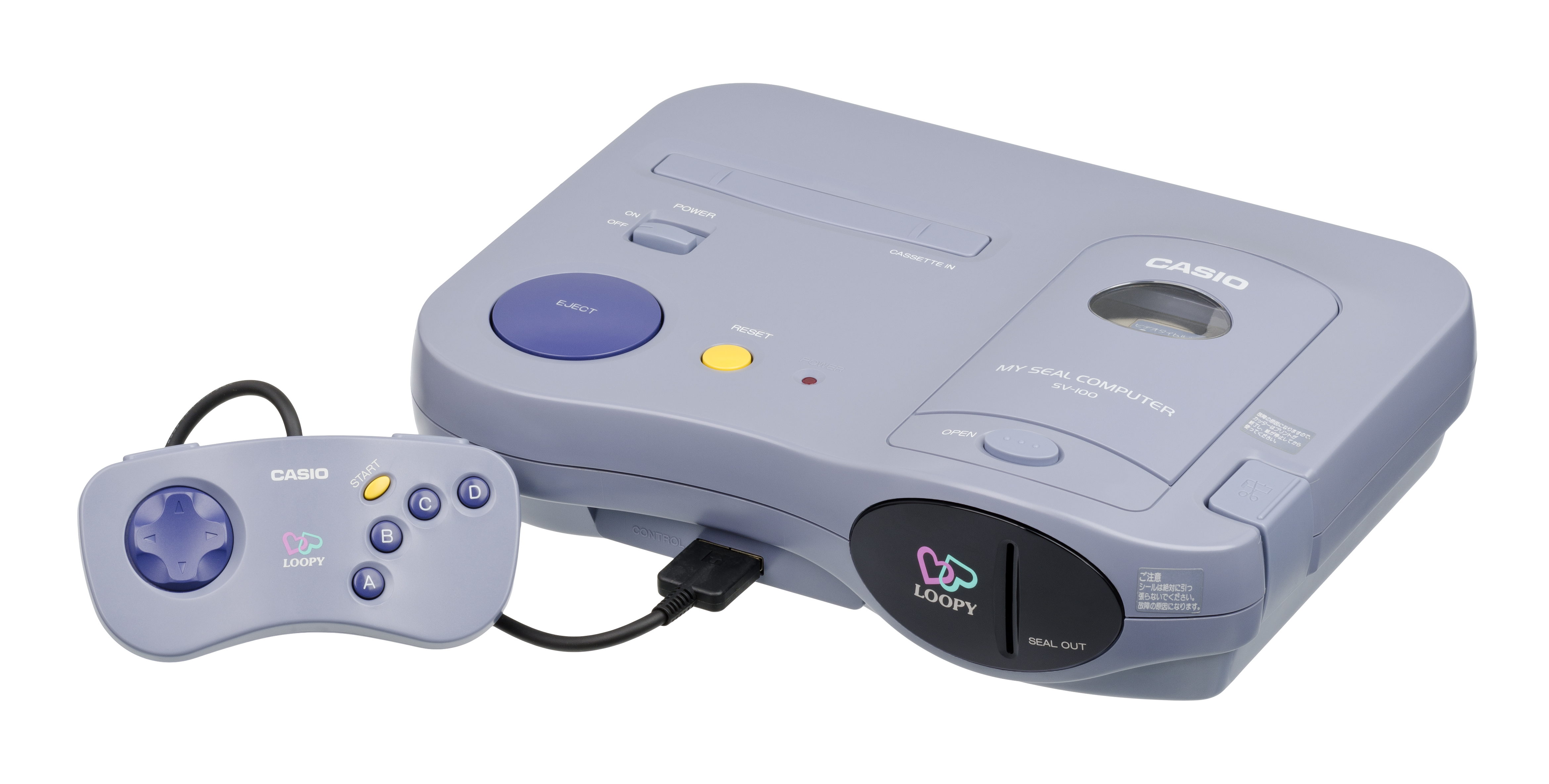
Casio Loopy, creada por Casio. Lanzada en octubre de 1995 en Japón, dirigida a jugadoras femeninas.

### Clasificación mundial de ventas
| Sistema        | Unidades Vendidas                                                                                             |
| -------------- | --- |
| PlayStation    | 102,49 millones distribuidos (74,34 millones de PlayStation, 28,15 millones de PSone) (a 31 de marzo de 2005) |
| Nintendo 64    | 32,93 millones (a 31 de marzo de 2005)                                                                        |
| Sega Saturn    | 9.26 million                                                                                                  |
| 3DO            | 2 millones |
| 32X            | 800.000 |
| PC-FX          | 400,000 |
| Atari Jaguar   | 250.000 (a 15 de mayo de 2007)                                                                                |
| Amiga CD32     | 100,000 |
| FM Towns Marty | 45,000 (a 31 de diciembre de 1993)                                                                            |
| Apple Pippin   | 42,000 (a 4 de mayo de 2007)                                                                                  |

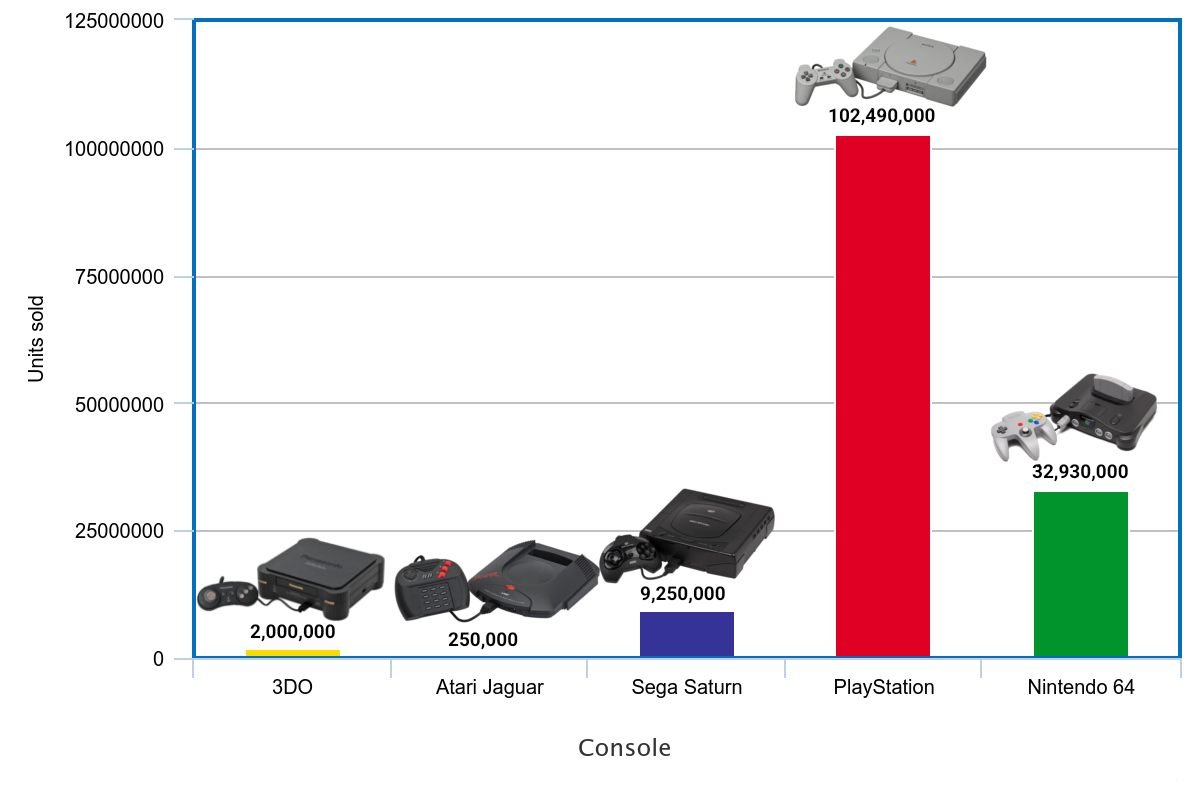
comparativa de las ventas de esta generación

De 1996 a 1999 (cuando la PlayStation, la N64 y la Saturn eran las principales consolas de quinta generación aún en el mercado) Sony consiguió una cuota del 47% del mercado mundial, seguida de Nintendo con un 28% (con un porcentaje de esa cifra procedente de la Super NES de 16 bits), mientras que Sega fue tercera con un 23% (con un porcentaje de esa cifra procedente de la Dreamcast).
De 1996 a 1999 (cuando la PlayStation, la N64 y la Saturn eran las principales consolas de quinta generación aún en el mercado) Sony consiguió una cuota del 47% del mercado mundial, seguida de Nintendo con un 28% (con un porcentaje de esa cifra procedente de la Super NES de 16 bits), mientras que Sega fue tercera con un 23% (con un porcentaje de esa cifra procedente de la Dreamcast).
La producción de la Sega Saturn se interrumpió en 1998. Su desaparición se vio acelerada por los rumores de que se estaba trabajando en su sucesora; estos rumores perjudicaron las ventas de los sistemas en occidente ya en 1997.[cita requerida] La N64 fue sucedida por la GameCube en 2001, pero continuó su producción hasta 2004; sin embargo, la producción de la PlayStation no cesó, ya que fue rediseñada como PSone, alargando aún más la vida de la consola en torno al lanzamiento de la continuación PlayStation 2. La producción de consolas PlayStation se interrumpió en 2006, el mismo año en que se lanzó la PlayStation 3 en Japón y Norteamérica.

## Portátiles y pseudoportátiles

### Comparación
| Name                   | Game Boy Color | Neo Geo Pocket / | Neo Geo Pocket Color | GENESIS NOMAD                                              |
| ---------------------- | --- | --- | --- | ---------------------------------------------------------- |
| Fabricante             | Nintendo | SNK | SNK | Sega                                                       |
| Logo                   | | | |                                                            |
| Console                | | | |                                                            |
| Fechas de lanzamiento  | - JP 21 de octubre de 1998 - NA 18 de noviembre de 1998 - EU 23 de noviembre de 1998 - AUS 27 de noviembre de 1998            | - JP 28 de octubre de 1998 - EU 1999 | - JP 16 de marzo de 1999 - NA 6 de agosto de 1999 - EU 1 de octubre de 1999 | - NA Octubre 1995                                          |
| Descontinuado          | - WW 23 de marzo de 2003 | - JP: 1999 | - JP 22 de octubre de 2001 - NA 13 de junio de 2000 - EU 13 de junio de 2000 | - NA: 1999                                                 |
| Precio de lanzamiento  | US$69.99 (172.06) | Neo Geo Pocket: ¥7,800 £59.99 | - US$$69.95 (290.34) - £59.99 (equivalente a £130 en 2023) | US$180 (equivalente a $360 en 2023)                        |
| Videojuego más vendido | Pokémon Oro y Plata, aproximadamente 23 millones de unidades                                                                  | ? | ? | Sonic the Hedgehog (15 millón)                             |
| Almacenamiento         | Game Boy Game Pak Game Boy Color Game Pak                                                                                     | Cartucho de ROM | Cartucho de ROM | Cartucho de ROM                                            |
| bloqueo regional       | No | No | No | Sí                                                         |
| Accesorios             | - Mobile Adapter GB - Magic Card - Boom Box Boy                                                                               | - Neo Geo Pocket Link Cable - Neo Geo Pocket/Dreamcast Setsuzoku Cable - Neo Geo Pocket Wireless Communication Unit                                                                                     | - Neo Geo Pocket Link Cable - Neo Geo Pocket/Dreamcast Setsuzoku Cable - Neo Geo Pocket Wireless Communication Unit                                                                                     | Accesorios de sega genesis                                 |
| CPU                    | Sharp LR35902 core at 4.19/8.38 MHz                                                                                           | Toshiba TLCS900H core (16-bit) clocked at 6.144MHz, Zilog Z80 clocked at 3.072MHz for sound | Toshiba TLCS900H core (16-bit) clocked at 6.144MHz, Zilog Z80 clocked at 3.072MHz for sound | Motorola 68000                                             |
| Memoria                | - 32 kilobyte RAM, - 16 kilobyte VRAM                                                                                         | - 12 kilobyte RAM para 900H, - 4 kilobyte RAM para Z80, - 64 kilobyte ROM | - 12 kilobyte RAM para 900H, - 4 kilobyte RAM para Z80, - 64 kilobyte ROM | - 64 KB Main RAM - 64 KB VRAM - 8 KB Sound RAM - 20 KB ROM |
| pantalla               | LCD TFT de 2,3 pulgadas (en diagonal)                                                                                         | - Monocromática - LCD a color | - Monocromática - LCD a color | Pantalla LC retroiluminada de 3,25 pulgadas                |
| Color                  | 32.768 colores; 10, 32 o 56 simultáneos                                                                                       | 4.096 colores, 146 simultáneos | 4.096 colores, 146 simultáneos |                                                            |
| Audio                  | Audio estéreo (con auriculares), con: - Dos canales de onda cuadrada - Un canal de onda - Un canal de ruido - Un altavoz mono | Audio estéreo (con auriculares), con: - T6W28 (mejorado SN76489 con 3 generadores de tono de onda cuadrada + 1 generador de ruido, capacidad estéreo) - Dos convertidores digital-a-analógico de 8 bits | Audio estéreo (con auriculares), con: - T6W28 (mejorado SN76489 con 3 generadores de tono de onda cuadrada + 1 generador de ruido, capacidad estéreo) - Dos convertidores digital-a-analógico de 8 bits | Yamaha YM2612                                              |
| Retocompatibilidad     | Game Boy | N/A | Neo Geo Pocket | Sega Genesis                                               |
| Resolución             | 160 × 144 | 160 × 152 | 160 × 152 | 384 × 224                                                  |
| Duración               | 10 horas | 40 horas | 40 horas | 4 horas                                                    |
| Unidades vendidas      | 118,69 millones, incluyendo las de Game Boy                                                                                   | | 2 millones (Neo Geo Pocket Color) | 1 million                                                  |

### Otras portátiles

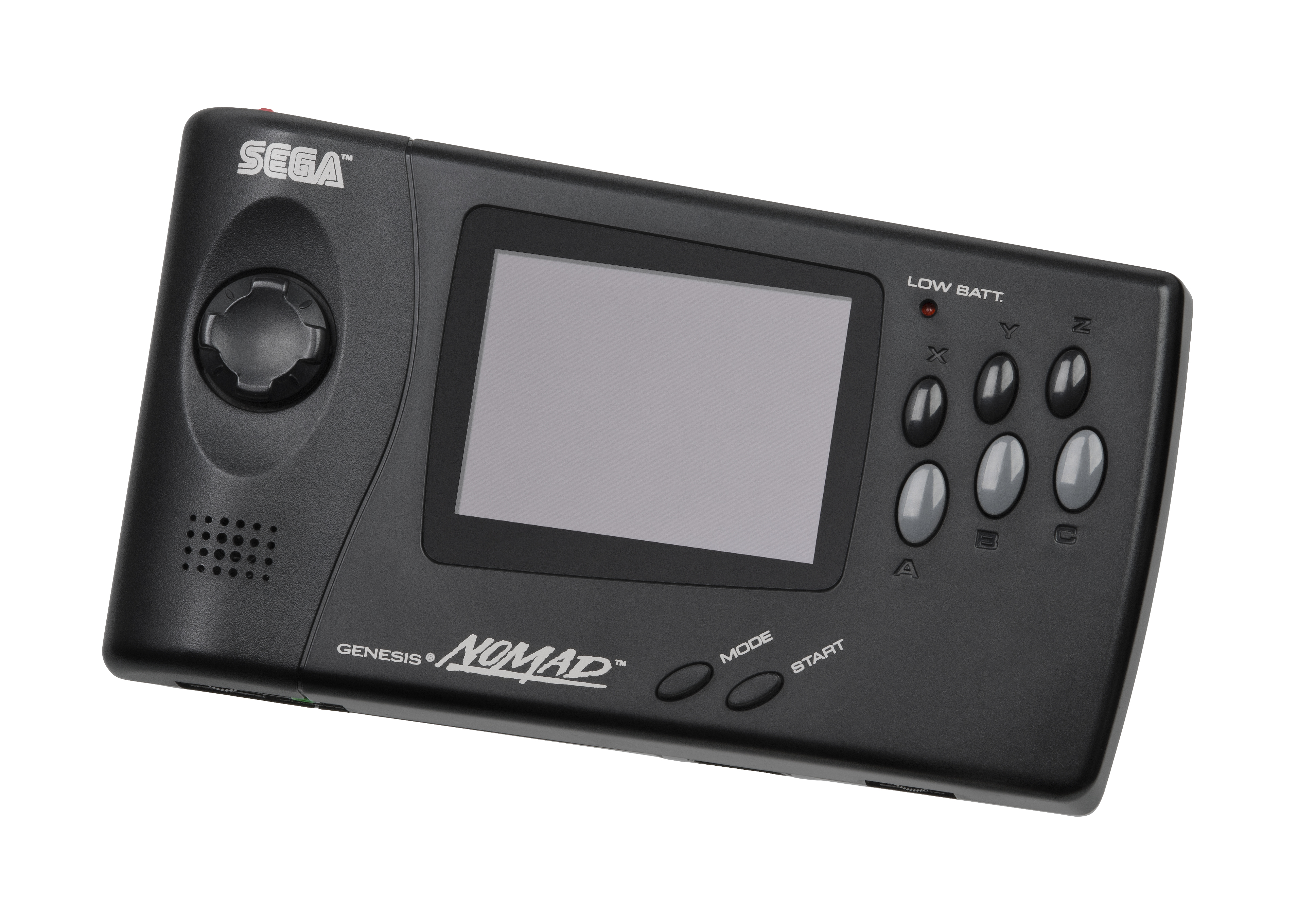
Genesis Nomad Lanzada en 1995 sólo en Estados Unidos
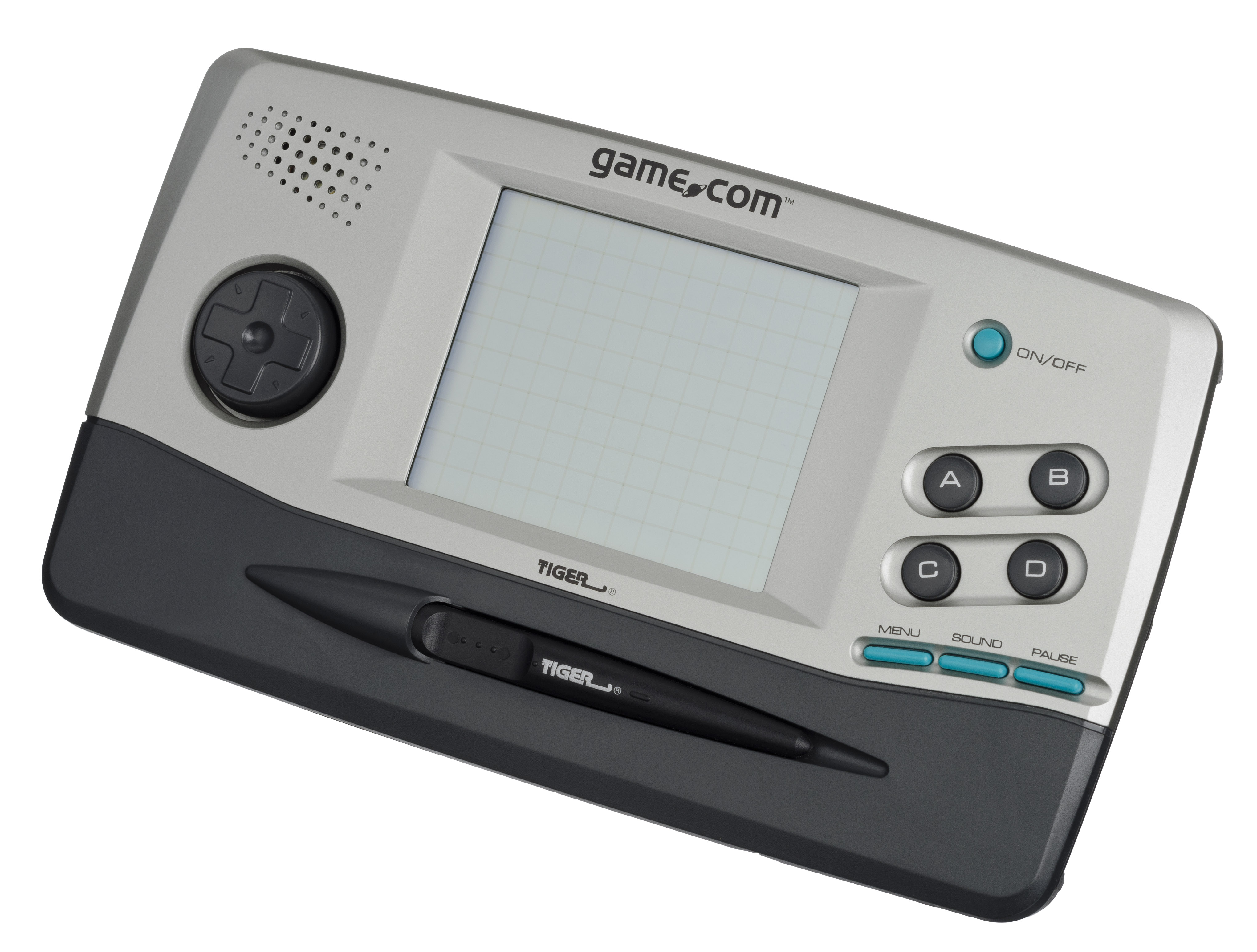
Game.com Lanzada en 1997
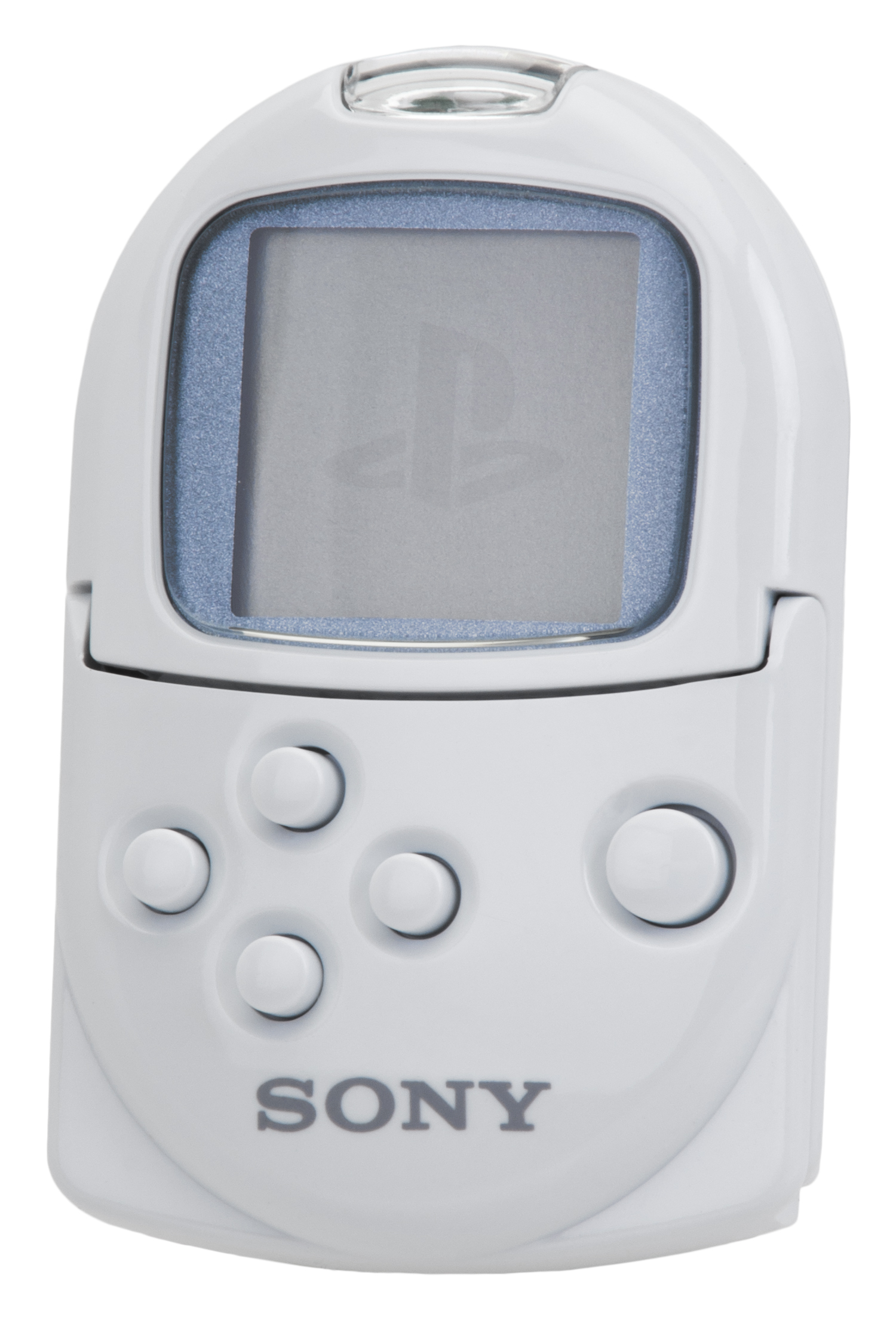
PocketStation Lanzada en 1999 solo en Japón
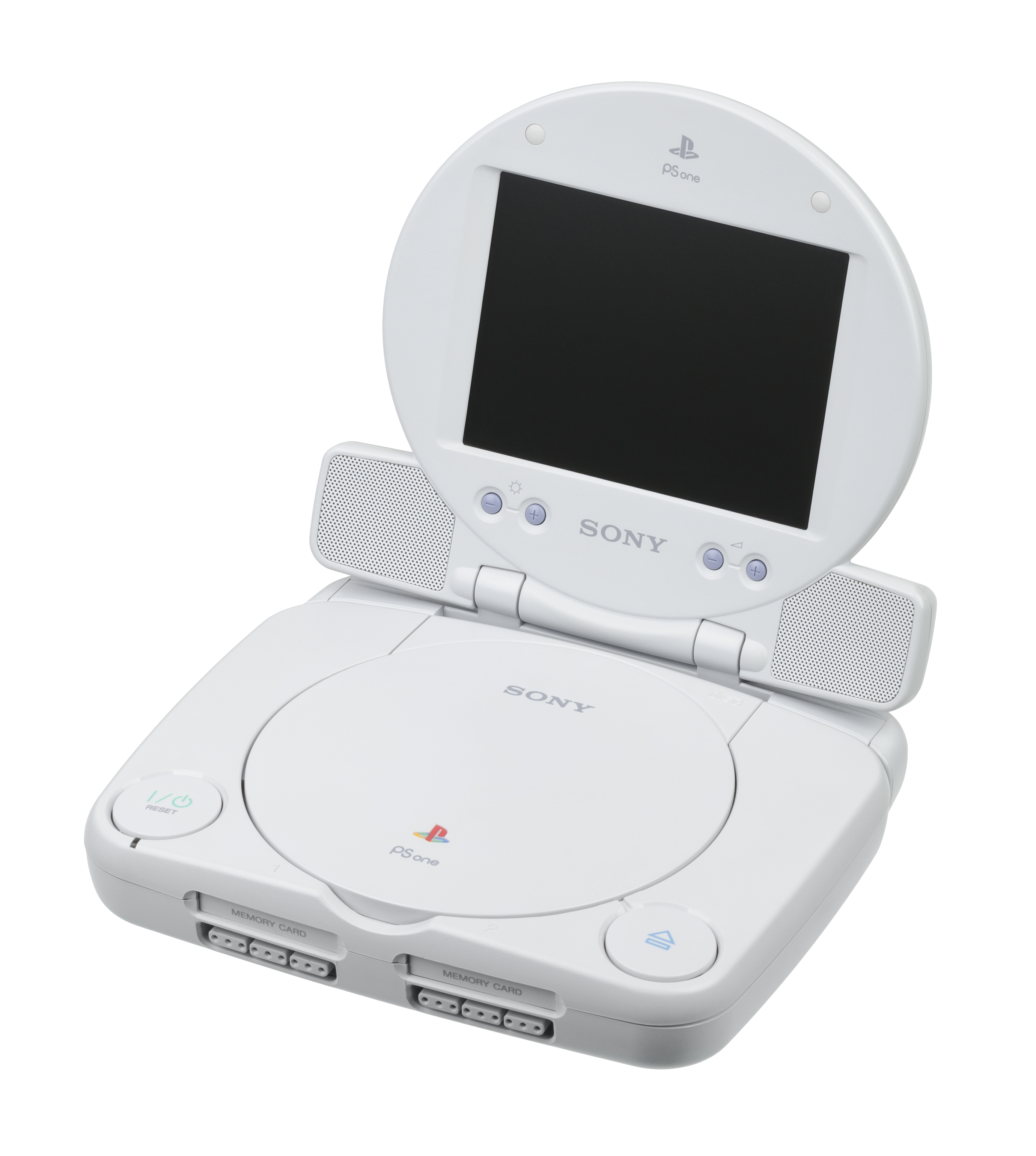
Sony PSone LCD Screen una pantalla que agrega funciones portables a una Psone
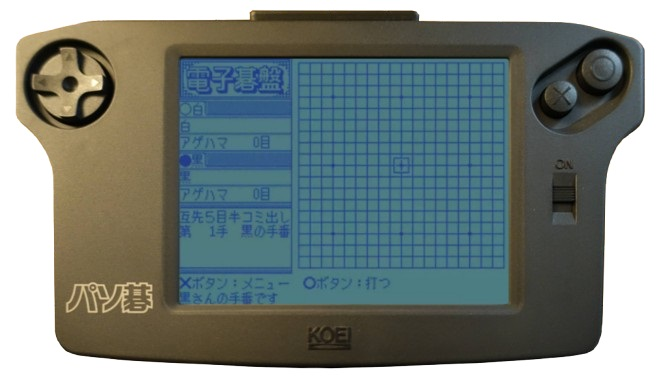
PasoGo de Koei, una consola con biblioteca dedicada al juego de Go. Lanzado en Japón en 1996..
Design Master Senshi Mangajukuu. Lanzado en 1995 únicamente en Japón.
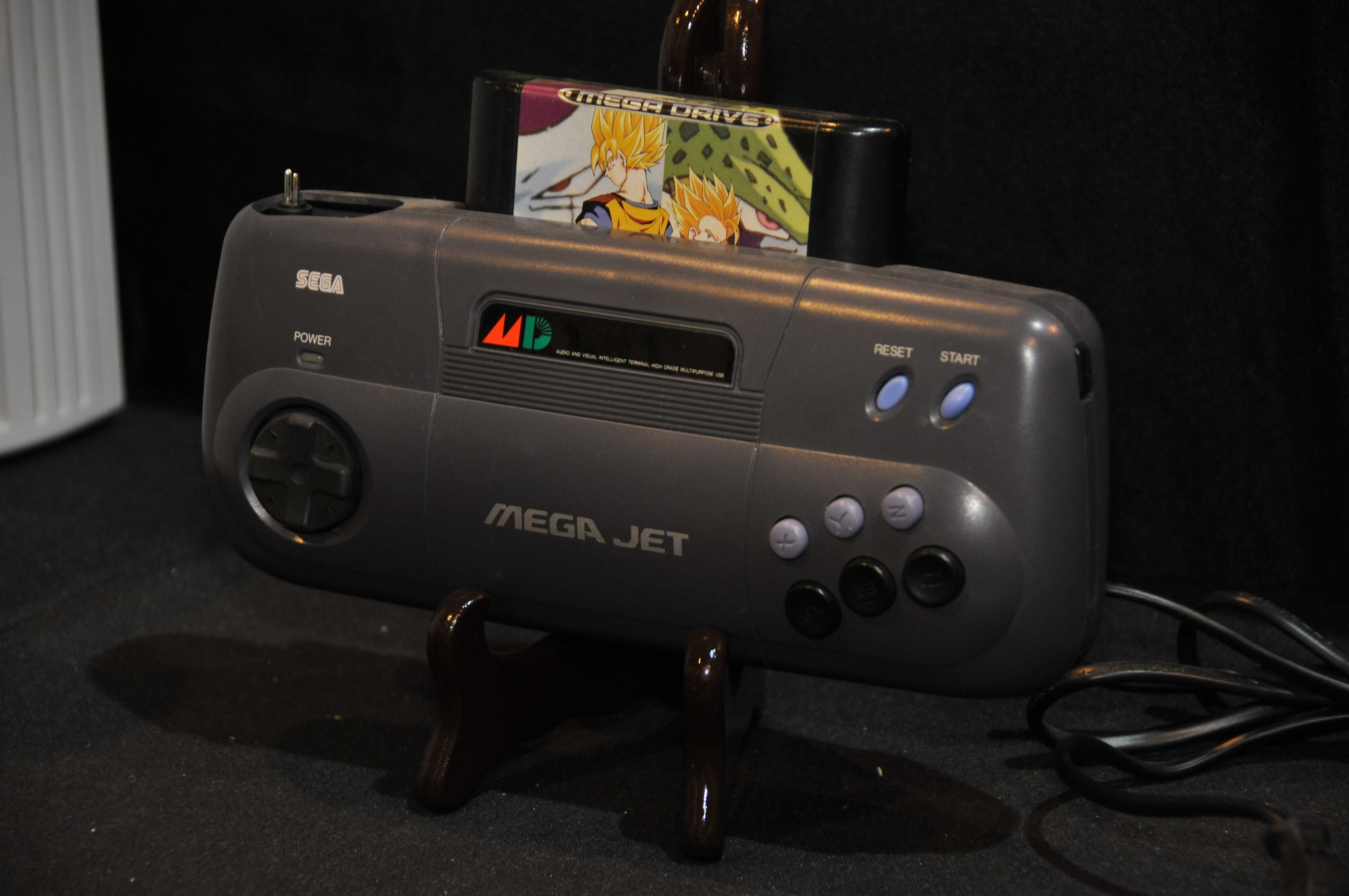
Sega Mega Jet, producido para aerolineas
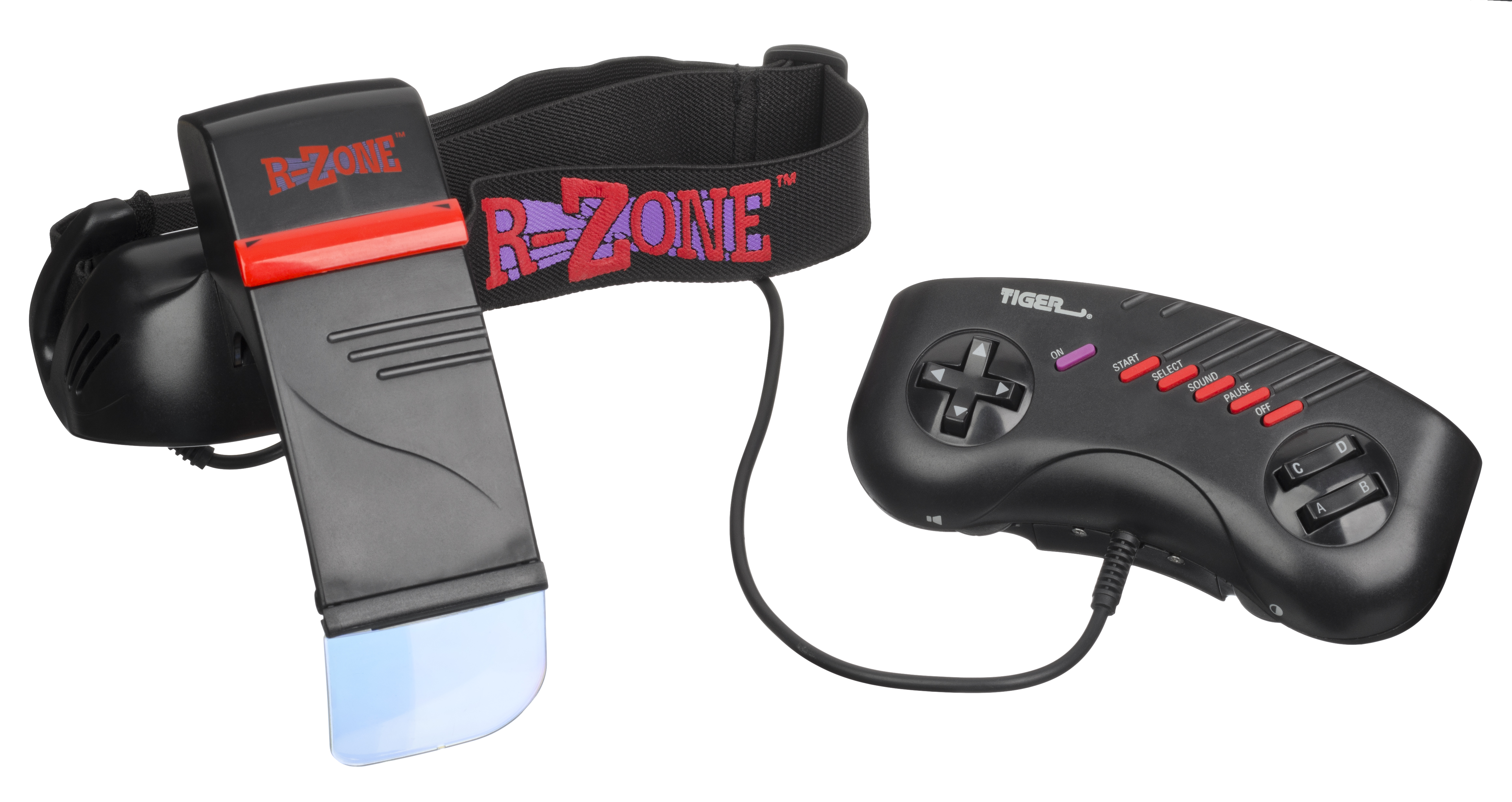
Tiger-RZone

## Software
- Castlevania: Symphony of the Night (PlayStation, Saturn) de Konami Computer Entertainment Tokyo y Konami está considerado uno de los mejores juegos de PlayStation, y un sólido argumento a favor de la relevancia de los juegos 2D en un mercado cada vez más 3D. Al juego también se le atribuye el inicio del género Metroidvania, junto con Super Metroid.[84][85][86]
- Crash Bandicoot (PlayStation) de Naughty Dog y Sony Computer Entertainment (SCE) se convertiría en la mascota de facto de Sony junto con Mario de Nintendo y Sonic the Hedgehog de Sega. El juego presentaba a un bandicoot marsupial llamado Crash y se convertiría en uno de los títulos más exitosos de PlayStation.[87][88]
- Dragon Warrior VII (PlayStation) de Heartbeat, ArtePiazza, y Enix fue el título número uno en ventas de PlayStation en Japón, lanzado en 2000.[89] El juego fue la primera entrega principal de la serie de RPG nacional de Japón lanzada en 5 años.
- Final Fantasy VII (PlayStation, PC) de Square Product Development Division 1 y Square es uno de los títulos más populares de PlayStation. Fue el primer juego de la serie Final Fantasy en utilizar vídeos de movimiento completo (FMV) y abrió las puertas del mercado estadounidense a los juegos de rol de origen japonés de SquareSoft. Final Fantasy se convirtió en una de las mayores franquicias de videojuegos, y Final Fantasy VII, en particular, tuvo varios spin-offs conocidos como Compilation of Final Fantasy VII, incluidas dos secuelas (una película y un juego de aventuras y acción), un precuela, y una serie en curso remake dividida en tres partes.
- GoldenEye 007 (Nintendo 64) de Rare y Nintendo es un juego aclamado por la crítica que ayudó a convertir el shooter en primera persona en un género potencialmente popular en las consolas. El juego ha sido reconocido posteriormente, junto con MDK de Shiny Entertainment, como pionero y popularizador de la inclusión de rifles de francotirador con mira telescópica en los videojuegos.[90]
- Gran Turismo (PlayStation) de Polyphony Digital y SCE rompió el molde de los juegos de carreras tradicionales de arcade style al ofrecer una física y un manejo realistas, así como una plétora de vehículos con licencia.
- The Legend of Zelda: Ocarina of Time (Nintendo 64) de Nintendo EAD y Nintendo es uno de los juegos más aclamados por la crítica de todos los tiempos y a menudo catalogado como uno de los mejores videojuegos de todos los tiempos.[86][91][92][93][94][95][96] Trasladaba la mecánica de juego de las anteriores aventuras de Zelda en 2D a un entorno en 3D, con una perspectiva en tercera persona que podía cambiar a vista en primera persona. También incluía minijuegos de tiro con arco, pesca y equitación, e introdujo el sistema de puntería Z, que se convertiría en un pilar en las batallas de la serie, con muchos otros videojuegos incorporando mecánicas similares de "bloqueo".
- Metal Gear Solid (PlayStation, PC), de Konami Computer Entertainment Japan y Konami, fue aclamado por la crítica por su envolvente argumento, su verosímil actuación de voz y su presentación cinematográfica, y está considerado uno de los mejores juegos de todos los tiempos. La serie Metal Gear sigue siendo un éxito de ventas para PlayStation y, tras numerosos éxitos, se ha extendido a Xbox y otras consolas de Nintendo.
- The Need for Speed (3DO, PlayStation, Saturn, PC), de Pioneer Productions y Electronic Arts, superó con creces a los simuladores de carreras anteriores en gráficos y realismo, y dio lugar a varias secuelas.
- Nights into Dreams (Saturn), de Sonic Team y Sega, incluía el mando analógico de Saturn, que era casi esencial para el juego. Con su innovadora jugabilidad y gráficos, Nights, un título exclusivo, contribuyó a la venta de un gran número de Saturns.[97]
- Paper Mario (Nintendo 64) fue aclamado por la crítica por sus gráficos, jugabilidad y escritura. Con el tiempo dio lugar a más secuelas, empezando por Paper Mario: The Thousand-Year Door, que también recibió elogios de la crítica.[98][99]
- Panzer Dragoon Saga (Saturn) de Team Andromeda y Sega es el título de Saturn mejor valorado en Game Rankings con una puntuación del 92,87%,[100] y ha sido citado como uno de los mejores juegos de la historia.[86][101][102]
- ''Pokémon Rojo y Azul (Game Boy) de Game Freak y Nintendo fue un éxito financiero y de crítica cuando los juegos debutaron en la Game Boy y pusieron otra franquicia de Nintendo en el mapa. Al final de esta generación de consolas, los juegos vendieron alrededor de 31 millones de unidades en todo el mundo.[103][104][105][106]
- ''Pokémon Oro y Plata (Game Boy Color) también desarrollados por Game Freak y Nintendo cosecharon elogios de varios críticos de videojuegos, son considerados por muchos como los mejores juegos de la franquicia Pokémon.[107]
- Resident Evil (PlayStation, Saturn, PC) de Capcom y Silent Hill (PlayStation) de Konami Computer Entertainment Tokyo y Konami ayudaron a popularizar el género del survival horror en las consolas. Este género siguió creciendo en la sexta generación de videojuegos, y Silent Hill y Resident Evil dieron lugar a muchas secuelas de éxito. Ambos han sido adaptados al cine.
- Sega Rally Championship (Arcade, Saturn, PC) de Sega AM5 y Sega fue el primer juego de carreras de rally.[108] Abrió nuevos caminos al incorporar diferentes superficies con distintas propiedades de fricción,[109][110] y ha sido citado como uno de los mejores juegos de carreras jamás creados.[109][111]
- Star Fox 64 (Nintendo 64) de Nintendo EAD y Nintendo es el primer juego de Nintendo 64 en utilizar el Rumble Pak de Nintendo 64, que venía incluido con el juego. Fue un éxito y vendió 3 millones de copias en todo el mundo.[112]
- Tony Hawk's Pro Skater 2 (Nintendo 64, PlayStation, PC), de Neversoft y Activision, fue aclamado por la crítica y considerado uno de los mejores juegos de la historia.
- Virtua Cop (Arcade, Saturn, PC) de Sega AM2 y Sega introdujo el uso de polígonos 3D al género de los shooters con armas ligeras,[113] allanando el camino para futuros light gun shooters como Time Crisis de Namco y The House of the Dead de Sega, y fue una gran influencia para GoldenEye 007.[114]
- Virtua Fighter (Arcade, Saturn, PC) de Sega AM2 y Sega crearon el género de los juegos de lucha en 3D.[115] La versión para consola, que era casi idéntica a la recreativa, se vendió en una proporción de casi 1:1 con el hardware Saturn en su lanzamiento.[116] La versión arcade original también tuvo una gran influencia en que la PlayStation se convirtiera en una consola centrada en 3D.[117]
- Virtua Fighter 2 (Arcade, Saturn, PC) de Sega AM2 y Sega fue anunciado en su momento como "la traducción arcade definitiva" y "el mejor juego de lucha de la historia".[118] El título sigue siendo el juego de Saturn más vendido en Japón con 1. 7 millones de copias.[119]